# Laetitia Pilkington
Laetitia Pilkington (née Laetitia van Lewen ; 1709-29 juillet 1750) est une poète anglo-irlandaise. Elle est connue pour ses Mémoires qui documentent une grande partie de ce que l'on sait sur Jonathan Swift.

## Biographie

### Jeunesse
Laetitia est née de deux familles distinguées : son père est médecin, obstétricien et finalement président du Collège des médecins d'Irlande, tandis que sa mère est la nièce de John Meade. Elle est née soit à Cork, où ses parents vivaient lors de leur mariage, soit à Dublin, où ils ont déménagé vers 1711.

### Mariage
Durant son adolescence, elle épouse en 1725 Matthew Pilkington, un prêtre de l'Église d'Irlande, qui achète au mariage tous ses biens matériels, un clavecin, un chat et un hibou. Le couple est présenté à Jonathan Swift à la cathédrale Saint-Patrick de Dublin en 1725. Swift aide les Pilkington et aide Matthew à obtenir un poste d'aumônier du maire de Londres de 1732 à 1733.
L’affectation à Londres est un tournant pour le couple. Lors de sa visite en 1733, Laetitia découvre que son mari s'est impliqué dans de nombreux projets politiques, néglige ses devoirs cléricaux et apprécie les plaisirs du West End. Matthew tente d'attirer Laetitia dans l'adultère en la présentant à James Worsdale, un peintre. Matthew organise un week-end à Windsor pour sa femme et Worsdale. Laetitia passe le trajet en calèche à repousser les avances de Worsdale et retourne à Londres le lendemain.
En 1734, Laetitia revient à Dublin avec son mari, arrêté pour corruption. Dans une autre tentative de se débarrasser d'elle, Matthew encourage le jeune poète William Hammond à lui faire des avances.

### Divorce
En 1737, Laetitia, lassée du comportement de son mari, se considère comme libérée de ses vœux de mariage. Elle commence une liaison avec Robert Adair (qui devient plus tard chirurgien général d'Angleterre). Finalement, Matthew la surprend avec Adair dans sa chambre en présence de douze témoins. Il la bannit immédiatement de la maison et l'empêche de voir ses enfants ou de prendre de l'argent ou des biens. Leur divorce est accordé par un tribunal de Dublin en février 1738, et coûte à Laetitia de l'argent, son amitié avec Swift qui la condamne « comme la prostituée la plus débauchée de l'un ou l'autre royaume », et Adair.
Elle commence à écrire et à vendre ses productions. Elle vend à Worsdale des poèmes qu'il revendique pour lui-même. En 1737, elle écrit un prologue féministe pour A Cure for a Scold de Worsdale ainsi qu'une farce-opéra jouée mais inédite intitulée No Death but Marriage.

### Départ à Londres
Pour échapper à ses prétendants et à son infamie, elle retourne à Londres en 1739. Au cours du voyage, elle est sollicitée d'abord par un homme riche qui voulait qu'elle devienne sa maîtresse, puis par un ecclésiastique gallois. Elle s'installe sous le nom de « Mme Meade ».
À Londres, Colley Cibber fait sa connaissance et lui conseille sur la manière de gagner de l'argent grâce à la presse, comme il l'a déjà fait avec son Apologie de la vie de Colley Cibber, comédien. Elle s'installe en face de White's, un club exclusif de St James, et s'engage dans des combats pleins d'esprit avec les membres qui se tiennent à l'extérieur. Ces échanges l'amènent à travailler comme humoriste et rédactrice interne pour les membres du club. Elle vend également des vers aux amis de Cibber pour les faire passer pour les siens. En 1739, Dodsley publie son long poème The Statues: or, The Trial of Constance. A Tale for the Ladies, qui parle de l'inconstance sexuelle masculine. Elle vit de commission en commission et est arrêtée en 1742 pour une dette de deux livres. Elle est emprisonnée pendant trois mois dans la prison de Marshalsea. Sa crise financière s’aggrave alors qu’elle tente de payer les frais de son emprisonnement durant lequel elle a du mal à payer sa nourriture. Elle écrit à de nombreuses reprises pour demander de l'aide et Cibber peut obtenir que seize ducs lui envoient une guinée chacun. Une aide supplémentaire lui vient du révérend Patrick Delany, une connaissance irlandaise qui lui envoie douze guinées avec pour instruction de les récupérer auprès de son imprimeur et romancier Samuel Richardson.
Après avoir été libérée de prison, elle se rend chez Richardson et est invitée à déjeuner et à dîner. En plus de transmettre l'argent de Delany, Richardson contribue également à hauteur de deux guinées et l'encourage. Richardson l'a ensuite consultée sur certains aspects de son roman Clarisse Harlowe.
En 1743, elle suit le conseil de Cibber et commence à rechercher des abonnés pour ses Mémoires. Son ex-mari Matthew veille à ce que les Mémoires ne soient pas publiés à Londres.

### Retour à Dublin
Laetitia, avec l'aide financière de Richardson, revient à Dublin en mai 1747. Avec le manuscrit de ses mémoires à peine commencé, peu d'argent et une santé fragile, elle attire l'attention de Robert King (qui devient bientôt Lord Kingsborough) en envoyant un éloge funèbre à usage général à sa maison de ville. Satisfait de ce qu'elle a écrit, il commence bientôt à la soutenir financièrement, elle et son fils John. John se vante de leur relation et une rumeur parvient jusqu'à King selon laquelle les Pilkington ont parlé de lui de manière irrespectueuse. Il arrive à la résidence de Laetitia et exige que ses lettres lui soient rendues. Comme les lettres ont de la valeur, elle et John les copient avant de rendre les originaux.
Les deux premiers volumes des Mémoires paraissent en 1748, et un troisième volume est inachevé à sa mort, bien que son fils, John Carteret Pilkington, l'ait fait publier en 1754. Les Mémoires ont une influence sur le poète contemporain Alexander Pope ; la critique Annie Persons montre comment les Mémoires de Pilkington cherchent à « reconfigurer les hiérarchies littéraires » en se plaçant dans l'histoire littéraire de Pope.
Laetitia meurt le 29 juillet 1750, probablement d'un ulcère hémorragique, et est enterrée à Dublin.
Quelques années après sa mort, son fils John publie les lettres de Robert King dans une annexe à son autobiographie, The Real Story of John Carteret Pilkington.